# EuroVelo 7
L’EuroVelo 7 (EV 7), également dénommée « la route du soleil », est une véloroute EuroVelo faisant partie d’un programme d’aménagement de voie cyclable à l’échelle européenne. Longue de 6 000 km elle relie le Cap Nord en Norvège à Malte, l’itinéraire traverse ainsi l'Europe Centrale du nord au sud en passant successivement par neuf pays, Norvège, Finlande, Suède, Danemark, Allemagne, République tchèque, Autriche, Italie, Malte.

## Itinéraire
Au départ du Cap nord, vers Malte, l'itinéraire traverse 9 pays :
- Norvège
- Finlande
- Suède
- Danemark
- Allemagne
- Tchéquie
- Autriche
- Italie
- Malte